# Nitrure de gallium
Le nitrure de gallium est un semiconducteur III-V à gap direct de 3,4 eV à 300 K. De formule chimique GaN, c'est un matériau très dur de structure cristalline de type wurtzite (système hexagonal P63mc, no 186) avec pour paramètres a = 318,6 pm et c = 518,6 pm. Il cristallise également dans le système cubique avec la structure blende (polymorphe β-GaN) selon le groupe d'espace F43m (no 216). Il s'agit d'un semiconducteur à large bande interdite couramment utilisé pour la fabrication de diodes électroluminescentes (LED) bleues et dont les propriétés électroniques et optiques permettent le développement d'applications optoélectroniques, hautes fréquences et d'électronique de puissance,. Le GaN est ainsi le matériau permettant de produire des diodes laser violettes (longueur d'onde de 405 nm) sans devoir recourir à un doublage de fréquence non linéaire. Il est également étudié dans le cadre du développement de la technologie 5G.
Le nitrure de gallium est peu sensible aux rayonnements ionisants, comme généralement les autres nitrures du groupe III, ce qui en fait un bon matériau semiconducteur pour les cellules photovoltaïques alimentant les satellites. D'une manière générale, les applications militaires et spatiales durcies contre les radiations peuvent bénéficier de cette propriété. Les transistors en nitrure de gallium peuvent fonctionner à des températures et sous des tensions bien plus élevées que celles des transistors en arséniure de gallium (GaAs), ce qui les rend performants en amplification de puissance dans le domaine des microondes. Le GaN est également prometteur dans le domaine térahertz. On retrouve le GaN comme constituant d'alliages pour MODFET (HEMT), pour certains JFET ainsi que pour diverses photodiodes.

## Propriétés
Le nitrure de gallium est un matériau semiconducteur très dur (dureté Knoop de 14,21 GPa) ayant une bande interdite plus large que les autres semiconducteurs usuels ainsi qu'une capacité thermique et une conductivité thermique élevées. Dans sa forme pure, il résiste à la fissuration et peut être déposé en couche mince sur saphir (oxyde d'aluminium Al2O3) ou sur carbure de silicium SiC, bien que leurs paramètres cristallins diffèrent. Il peut être dopé avec du silicium ou de l'oxygène (type n) et avec du magnésium (type p),. Cependant, les atomes Si et Mg altèrent la croissance des cristaux de GaN en y introduisant des contraintes, ce qui les rend fragiles. Les matériaux à base de nitrure de gallium tendent à avoir une densité de dislocations élevée, de l'ordre de 108 à 1010 défauts/cm2.
L'U.S. Army Research Laboratory (en) (ARL) a mesuré pour la première fois en 1999 la vitesse des électrons dans le nitrure de gallium soumis à un champ électrique élevé : la valeur maximale obtenue en régime permanent était de 1,9 × 107 cm/s, avec un temps de transit de 2,5 picosecondes, pour un champ électrique de 225 kV/cm.

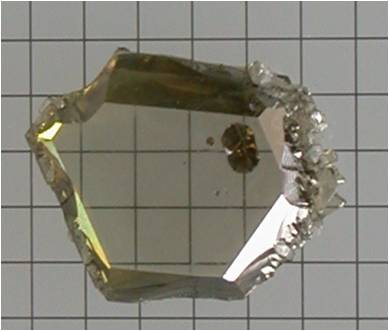
Monocristal de GaN.
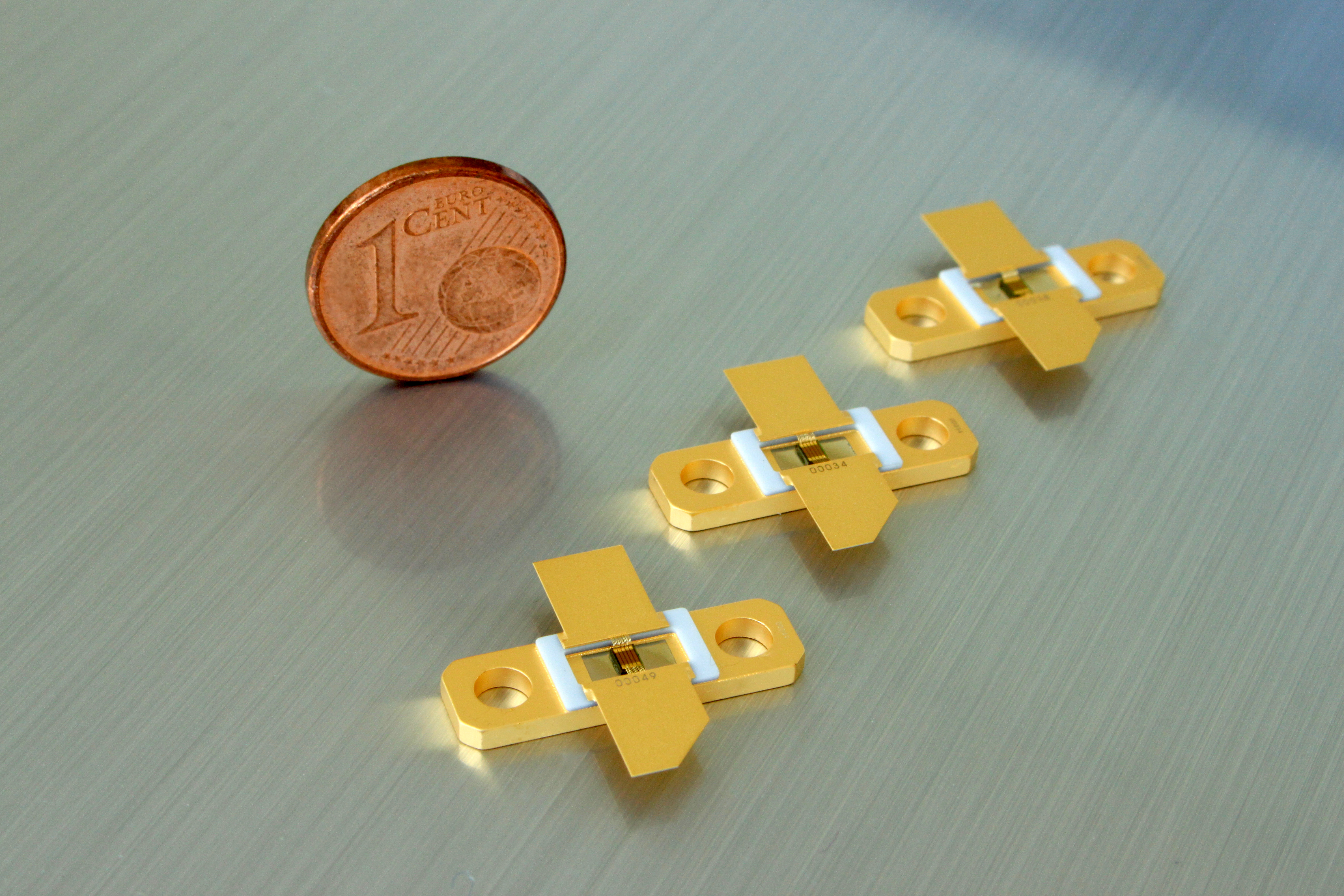
MODFET en GaN.

La principale difficulté dans la production de composants à base de nitrure de gallium réside dans la croissance de monocristaux de grande taille de haute qualité. Pour cette raison, il est encore nécessaire de recourir à des substrats tels que le saphir et le carbure de silicium. La qualité des couches de GaN hétéroépitaxiées sur ces substrats a été grandement améliorée à la suite des travaux d'Isamu Akasaki, Hiroshi Amano et Shuji Nakamura, lauréats du prix Nobel de physique 2014 précisément pour avoir permis de réaliser des LED bleues de qualité au début des années 1990. L'autre difficulté est le dopage p du matériau semiconducteur, indispensable à la réalisation de presque tous les composants optoélectroniques, qui a été réalisé pour la première fois par l'équipe d'Akasaki en 1988 puis a été perfectionnée en 1992 par celle de Nakamura.

## Synthèse

### À l'échelle du laboratoire
Il est possible de faire croître des cristaux de nitrure de gallium à partir d'une masse fondue de Na/Ga sous 1 000 atm de pression de N2 à 750 °C. Dans la mesure où le gallium métallique ne réagit pas avec l'azote en dessous de 1 000 °C, on utilise généralement de l'ammoniac NH3 :
2 Ga + 2 NH3 ⟶ 2 GaN + 3 H2 ;
Ga2O3 + 2 NH3 ⟶ 2 GaN + 3 H2O.
Il est également possible de le produire en injectant de l'ammoniac dans du gallium fondu entre 900 et 980 °C sous une pression de 1 atm ou par ammonolyse d'hexafluorogallate d'ammonium (NH4)3GaF6 à 900 °C :
(NH4)3GaF6 + 4 NH3 ⟶ GaN + 6 NH4F.

### Épitaxie en phase vapeur aux hydrures
La production industrielle de substrats en nitrure de gallium monocristallin de haute qualité est réalisée par épitaxie en phase vapeur aux hydrures (en) (HVPE),,. Par exemple, on fait réagir du chlorure d'hydrogène HCl gazeux avec le gallium liquide à une température d'environ 880 °C pour former du monochlorure de gallium GaCl. Ce dernier est mis en contact avec un germe cristallin de GaN dans une zone de réaction à une température de 1 000 à 1 100 °C pour réagir avec le NH3 entrant en formant du GaN cristallin, selon un procédé connu depuis les années 1970. On parvient ainsi en 2020 à produire industriellement par HVPE des wafers de GaN de 5 et 10 cm de diamètre.

### Épitaxie en phase vapeur aux organométalliques
C'est par épitaxie en phase vapeur aux organométalliques (MOCVD) qu'on produit industriellement les couches actives de LED bleues ou ultraviolettes. Les précurseurs sont l'ammoniac NH3 avec ou bien du triméthylgallium Ga(CH3)3, ou bien du triéthylgallium Ga(C2H5)3, le gaz porteur étant l'azote N2 ou l'hydrogène H2. La température d'épitaxie varie entre 800 et 1 100 °C. L'introduction de triméthylaluminium Al2(CH3)6 et/ou de triméthylindium In(CH3)3 est nécessaire pour la croissance de puits quantiques et d'autres types d'hétérojonctions.

### Épitaxie par jet moléculaire
La croissance de couches minces en nitrure de gallium peut également être réalisée sous ultravide par épitaxie par jet moléculaire (MBE). Le gallium métallique est chauffé par effet Joule dans un creuset de 700 à 900 °C afin de permettre sa sublimation tandis que l'ammoniac, qui ne se dissocie pas encore à ces températures, doit être craqué afin de permettre aux atomes d'azote de réagir avec ceux de gallium à la surface du substrat pour y former un monocristal de GaN. Cette technique d"évaporation sous vide ne faisant pas appel à un gaz porteur, elle permet de produire des cristaux très purs et étroitement contrôlés en raison de la vitesse d'épitaxie très lente, généralement suivie par RHEED.

### Substrats
Les couches actives en nitrure de gallium sont généralement déposées sur un substrat en saphir (corindon Al2O3 rhomboédrique), qui présente le double avantage d'être thermiquement stable avec un faible coût de production. Il est en revanche en fort désaccord de maille avec GaN (ce qui génère de nombreuses dislocations), présente un coefficient de dilatation sensiblement plus élevé que celui du GaN (ce qui introduit des contraintes en compression au refroidissement) et est électriquement isolant, ce qui implique de devoir réaliser tous les contacts électriques à l'avant du composant. Un moyen de réduire ces inconvénients est de réaliser la croissance du GaN selon un plan incliné de 30° par rapport à celui du saphir, ce qui réduit le désaccord de maille à 13 % au lieu de 30 %, et d'intercaler une couche en nitrure d'aluminium alternant des couches AlN, AlGaN ou GaN.
L'alternative principale au saphir est le carbure de silicium (SiC), qui présente un bien meilleur accord de maille et une conductivité thermique très élevée. Il peut de surcroît être dopé pour en faire un conducteur électrique et réaliser des contacts à l'arrière du composant. Le carbure de silicium est en revanche sensiblement plus cher que le saphir, ce qui limite son utilisation comme substrat, et présente un coefficient de dilatation inférieur à celui de GaN, ce qui génère des contraintes en extension lors du refroidissement. Le nitrure d'aluminium lui-même peut servir de substrat mais reste à l'état expérimental, tandis que le silicium, très bon marché, nécessite l'emploi de super réseaux AlN / GaAlN / GaN intercalaires entre le nitrure de gallium et le silicium. Une telle couche intercalaire est également employée avec le carbure de silicium (polytypes 3C blende du β-SiC et 6H hexagonal de l'α-SiC), mais certaines réalisations peuvent s'en dispenser.

## Historique de son utilisation
Jusqu'en 1993, les seules diodes électroluminescentes (LED) émettant dans le bleu étaient à base de carbure de silicium, un matériau nécessitant d'être dopé pour avoir de bonnes propriétés de semi-conducteur. Mais ce dopage affaiblit le pouvoir d'émission et rend ces dispositifs commercialement inexploitables.
Avec le remplacement par du nitrure de gallium plus efficace, l'équipe du japonais Shuji Nakamura employée par Nichia a complété la palette de couleurs à la disposition des producteurs pour couvrir tout le spectre visible, en jouant sur différents alliages à base de GaN, ce qui a rendu possible des applications comme les écrans à LED, les diodes blanches ou encore les lasers bleus. Les diodes laser bleues sont utilisées dans la technologie des disques Blu-ray remplaçants les DVD (par exemple, ils sont utilisés dans la PlayStation 3 de Sony). 
Les premières LED au nitrure de gallium utilisaient une couche mince de nitrure formé par dépôt en phase vapeur (CVD) sur du saphir. Depuis, afin de s'affranchir de contraintes dues au désaccord de maille et de dilatation thermique entre le saphir et le GaN, d'autres substrats ont été utilisés (avec plus ou moins de succès) comme l'oxyde de zinc, le silicium ou le carbure de silicium.
Le potentiel commercial de systèmes fonctionnant à de hautes puissances ou de hautes fréquences à base de nitrure de gallium est important. On peut citer des applications comme les amplificateurs d'ondes radio travaillant dans le domaine des microondes telles que celle utilisées dans les transmissions à haut débit sans fils, ou encore les commutateurs à haute tension des réseaux électriques. On envisage même que des transistors au GaN pourraient remplacer les magnétrons dans les fours micro-ondes.